# Странорлар
Странорлар (на английски: Stranorlar; на ирландски: Srath an Urláir) е град в северната част на Ирландия, графство Донигал на провинция Ълстър. Разположен е около левия бряг на река Фин на 21 km от границата със Северна Ирландия и от административния център на графствово Лифорд. Имал е жп гара от 7 септември 1863 г. до 5 февруари 1960 г. Обект на туризъм са руините на замъка „Дръмбоу Касъл“, които се намират в околностите на града. Заедно със съседния град Балибоуфи са наричани градове близнаци (twin towns) и при преброяването на населението жителите на двата града се отчитат заедно. Населението му заедно с Балибоуфи е 4176 жители от преброяването през 2006 г. 